# One of the Boys (álbum de Roger Daltrey)
One of the Boys es el tercer álbum de estudio del músico británico Roger Daltrey, publicado por la compañía discográfica Polydor Records en mayo de 1977. El álbum, grabado en los Ramport Studios de The Who durante el invierno de 1976, marcó el primer trabajo en el que Daltrey contribuyó a componer o coescribir una canción desde «Here for More», publicada como cara B del sencillo «The Seeker» en 1970. 
Cuando Leo Sayer emprendió su propia carrera como artista, Daltrey llamó a un nutrido grupo de amigos para participar en el álbum. Paul McCartney contribuyó con la canción «Giddy» al álbum, que también contó con la participación de Hank B. Marvin, Eric Clapton, Alvin Lee y Mick Ronson, así como dos miembros de The Who, John Entwistle y Keith Moon.

## Lista de canciones
| N.º | Título                                                  | Duración |  |
| 1.  | «Parade» (Phillip Goodhand-Tait)                        | 3:41     |  |
| 2.  | «Single Man's Dilemma» (Colin Blunstone)                | 3:03     |  |
| 3.  | «Avenging Annie» (Andy Pratt)                           | 4:32     |  |
| 4.  | «The Prisoner» (David Courtney, Todd, Daltrey)          | 3:32     |  |
| 5.  | «Leon» (Goodhand-Tait)                                  | 4:47     |  |
| 6.  | «One of the Boys» (Steve Gibbons)                       | 2:45     |  |
| 7.  | «Giddy» (Paul McCartney)                                | 4:47     |  |
| 8.  | «Written on the Wind» (Paul Korda)                      | 3:23     |  |
| 9.  | «Satín And Lace» (David Courtney, Tony Meehan, Daltrey) | 4:06     |  |
| 10. | «Doing It All Again» (Courtney, Meehan, Daltrey)        | 2:27     |  |
| 11. | «Say It Ain't So, Joe» (Murray Head)                    | 4:16     |  |

| Temas extra de la reedición de 2005 |                                                                 |          |  |
| N.º                                 | Título                                                          | Duración |  |
| 1.                                  | «You Put Something Better Inside Me» (Gerry Rafferty, Joe Egan) | 3:48     |  |
| 2.                                  | «Martyrs and Madmen» (Steve Swindells)                          | 4:17     |  |
| 3.                                  | «Treachery» (Swindells)                                         | 4:58     |  |

## Personal
- Roger Daltrey: voz y armónica
- Rod Argent: teclados
- Brian Odgers: bajo
- John Entwistle: bajo
- Phil Kenzie: saxofón
- Jimmy Jewell: saxofón
- Stuart Tosh: batería
- Alvin Lee: guitarra
- Jimmy McCulloch: guitarra
- Paul Keogh: guitarra
- Hank B. Marvin: guitarra
- Eric Clapton: guitarra
- Mick Ronson: guitarra
- Keith Moon: batería
- Paul Korda: piano
- Andy Fairweather-Low: coros
- John Perry: coros
- Tony Rivers: coros
- Stuart Calver: coros

## Posición en listas
| País           | Lista           | Posición |
| -------------- | --------------- | -------- |
| Estados Unidos | Billboard 200   | 46       |
| Reino Unido    | UK Albums Chart | 14       |

| Sencillo         | País           | Lista             | Posición |
| ---------------- | -------------- | ----------------- | -------- |
| «Avenging Annie» | Estados Unidos | Billboard Hot 100 | 88       |